# Piero Colonna

Stemma della famiglia Colonna

Piero Colonna (Roma, 23 maggio 1891 – Roma, 24 agosto 1939) è stato un politico italiano.

## Biografia
Figlio del principe Prospero Colonna di Paliano, che fu due volte Sindaco di Roma, e di Maria Massimo, partecipò alla prima guerra mondiale come ufficiale di artiglieria. 
Iscritto fin dal 1921 al Partito Nazionale Fascista, console generale della milizia e comandante dei moschettieri del Duce. Fu quindi in Inghilterra come ispettore dei fasci all'estero. Alla fine del 1930 divenne presidente della Provincia di Roma, nel novembre del 1936 fu nominato Governatore di Roma.
Tra le altre opere, sotto la sua amministrazione iniziarono i lavori per la costruzione di Via della Conciliazione e dell'EUR. Morì mentre era ancora in carica.

## Ascendenza
|                                                     |                                             |                                                                             | Genitori                                                                   |  |  | Nonni |  |  | Bisnonni                                   |  |  | Trisnonni                   |  |
|                                                     |                                             |                                                                             |                                                                            |  |  |       |  |  | Aspreno I Colonna, XII principe di Paliano |  |  | Fabrizio Colonna di Paliano |  |
|                                                     |                                             |                                                                             |                                                                            |  |  |       |  |  | Aspreno I Colonna, XII principe di Paliano |  |  | Fabrizio Colonna di Paliano |  |
|                                                     |                                             | Bianca Doria, duchessa di Tursi                                             |                                                                            |  |  |       |  |  | Aspreno I Colonna, XII principe di Paliano |  |  |                             |  |
| Giovanni Andrea I Colonna, XIII principe di Paliano |                                             |                                                                             |                                                                            |  |  |       |  |  | Aspreno I Colonna, XII principe di Paliano |  |  |                             |  |
|                                                     |                                             | Maria Giovanna Cattaneo della Volta                                         | Augusto Cattaneo della Volta, V principe de San Nicandro                   |  |  |       |  |  |                                            |  |  |                             |  |
|                                                     |                                             | Maria Giovanna Cattaneo della Volta                                         | Augusto Cattaneo della Volta, V principe de San Nicandro                   |  |  |       |  |  |                                            |  |  |                             |  |
|                                                     |                                             | Maria Giovanna Cattaneo della Volta                                         | Marianna Boncompagni Ludovisi                                              |  |  |       |  |  |                                            |  |  |                             |  |
| Prospero Colonna di Paliano                         |                                             | Maria Giovanna Cattaneo della Volta                                         |                                                                            |  |  |       |  |  |                                            |  |  |                             |  |
|                                                     |                                             | Pedro de Alcántara Álvarez de Toledo y Palafox, XVII duca di Medina Sidonia | Francisco de Borja Álvarez de Toledo y Gonzaga, XVI duca di Medina Sidonia |  |  |       |  |  |                                            |  |  |                             |  |
|                                                     |                                             | Pedro de Alcántara Álvarez de Toledo y Palafox, XVII duca di Medina Sidonia | Francisco de Borja Álvarez de Toledo y Gonzaga, XVI duca di Medina Sidonia |  |  |       |  |  |                                            |  |  |                             |  |
|                                                     |                                             | Pedro de Alcántara Álvarez de Toledo y Palafox, XVII duca di Medina Sidonia | María Tomasa de Palafox y Portocarrero                                     |  |  |       |  |  |                                            |  |  |                             |  |
| Isabel Álvarez de Toledo y Silva-Bazán              |                                             | Pedro de Alcántara Álvarez de Toledo y Palafox, XVII duca di Medina Sidonia |                                                                            |  |  |       |  |  |                                            |  |  |                             |  |
|                                                     |                                             | María Joaquina del Pilar Silva-Bazán y Téllez-Girón                         | José Gabriel Silva-Bazán y Waldstein, X marchese di Santacruz              |  |  |       |  |  |                                            |  |  |                             |  |
|                                                     |                                             | María Joaquina del Pilar Silva-Bazán y Téllez-Girón                         | José Gabriel Silva-Bazán y Waldstein, X marchese di Santacruz              |  |  |       |  |  |                                            |  |  |                             |  |
|                                                     |                                             | María Joaquina del Pilar Silva-Bazán y Téllez-Girón                         | Joaquina María del Pilar Téllez-Girón y Pimentel, II contessa di Osilo     |  |  |       |  |  |                                            |  |  |                             |  |
| Piero Colonna di Paliano                            |                                             | María Joaquina del Pilar Silva-Bazán y Téllez-Girón                         |                                                                            |  |  |       |  |  |                                            |  |  |                             |  |
|                                                     | Mario Massimo, II duca di Rignano e Calcata | Francesco Massimo, I duca di Rignano e Calcata                              |                                                                            |  |  |       |  |  |                                            |  |  |                             |  |
|                                                     | Mario Massimo, II duca di Rignano e Calcata | Francesco Massimo, I duca di Rignano e Calcata                              |                                                                            |  |  |       |  |  |                                            |  |  |                             |  |
|                                                     | Mario Massimo, II duca di Rignano e Calcata | Carolina Lante Montefeltro della Rovere                                     |                                                                            |  |  |       |  |  |                                            |  |  |                             |  |
| Emilio Massimo, III duca di Rignano e Calcata       | Mario Massimo, II duca di Rignano e Calcata |                                                                             |                                                                            |  |  |       |  |  |                                            |  |  |                             |  |
|                                                     |                                             | Maria Ippolita Boncompagni Ludovisi                                         | Luigi I Boncompagni Ludovisi, VI principe di Piombino                      |  |  |       |  |  |                                            |  |  |                             |  |
|                                                     |                                             | Maria Ippolita Boncompagni Ludovisi                                         | Luigi I Boncompagni Ludovisi, VI principe di Piombino                      |  |  |       |  |  |                                            |  |  |                             |  |
|                                                     |                                             | Maria Ippolita Boncompagni Ludovisi                                         | Maddalena Odescalchi                                                       |  |  |       |  |  |                                            |  |  |                             |  |
| Maria Massimo di Rignano                            |                                             | Maria Ippolita Boncompagni Ludovisi                                         |                                                                            |  |  |       |  |  |                                            |  |  |                             |  |
|                                                     |                                             | Filippo Andrea V Doria Pamphili Landi, XI principe di Melfi                 | Luigi Doria Landi Pamphili, X principe di Melfi                            |  |  |       |  |  |                                            |  |  |                             |  |
|                                                     |                                             | Filippo Andrea V Doria Pamphili Landi, XI principe di Melfi                 | Luigi Doria Landi Pamphili, X principe di Melfi                            |  |  |       |  |  |                                            |  |  |                             |  |
|                                                     |                                             | Filippo Andrea V Doria Pamphili Landi, XI principe di Melfi                 | Teresa Orsini di Solofra                                                   |  |  |       |  |  |                                            |  |  |                             |  |
| Teresa Maria Doria Pamphili Landi                   |                                             | Filippo Andrea V Doria Pamphili Landi, XI principe di Melfi                 |                                                                            |  |  |       |  |  |                                            |  |  |                             |  |
|                                                     |                                             | Mary Talbot                                                                 | John Talbot, XVI conte di Shrewsbury                                       |  |  |       |  |  |                                            |  |  |                             |  |
|                                                     |                                             | Mary Talbot                                                                 | John Talbot, XVI conte di Shrewsbury                                       |  |  |       |  |  |                                            |  |  |                             |  |
|                                                     |                                             | Mary Talbot                                                                 | Maria Theresa Talbot                                                       |  |  |       |  |  |                                            |  |  |                             |  |
|                                                     |                                             | Mary Talbot                                                                 |                                                                            |  |  |       |  |  |                                            |  |  |                             |  |